# Цековский дом
Цеко́вские дома́ (разг. «цеко́вки» или «цека́шки», от аббревиатуры ЦК) — многоквартирные жилые дома для высших слоев советского руководства, возводившиеся с 1963 по 1991 год, в основном в период правления Леонида Брежнева. Квартиры в таких домах предназначались для членов ЦК КПСС, Совета министров СССР, Верховного Совета СССР, высших военных чинов (маршалов, генералов).

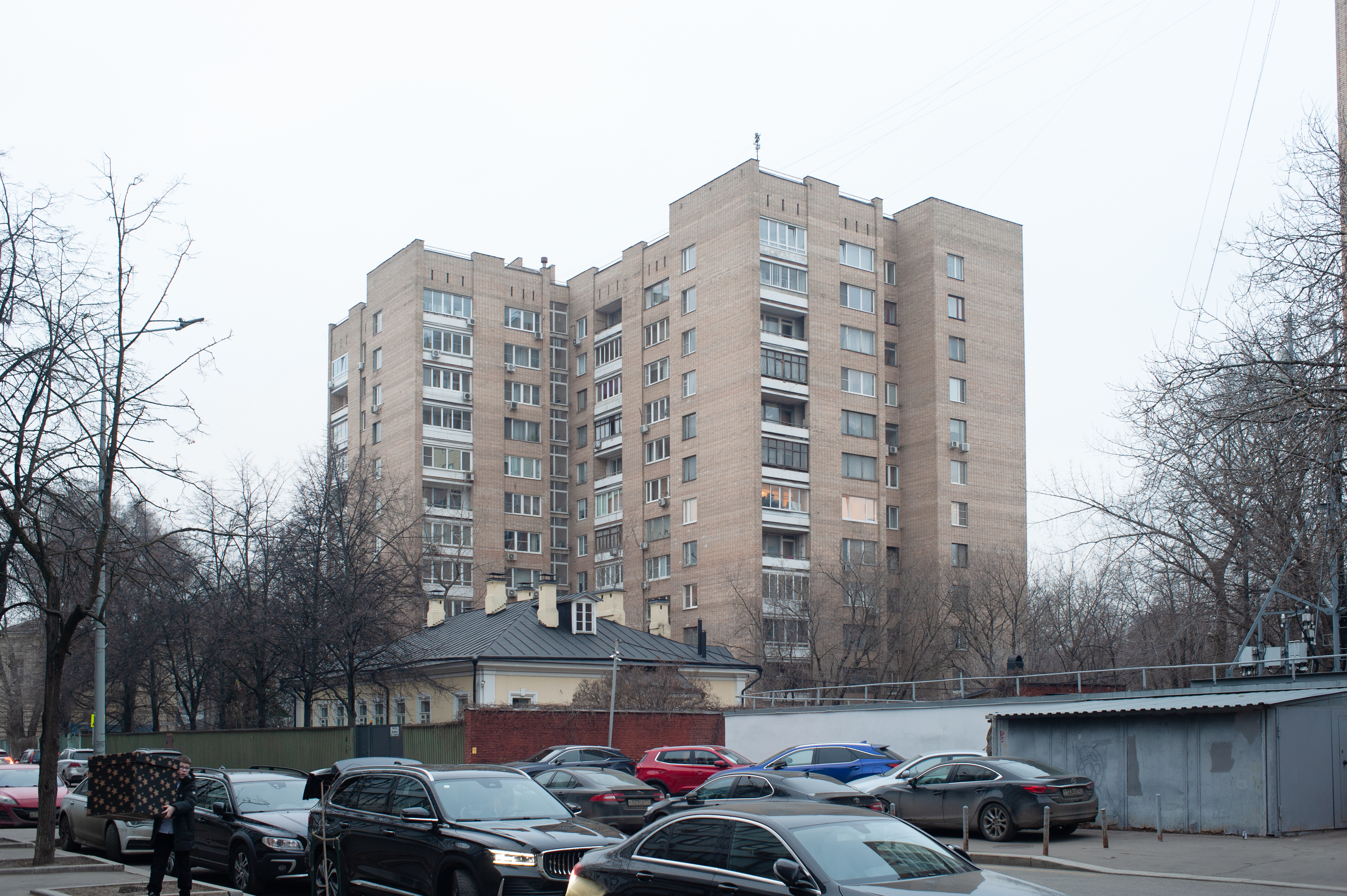
Москва, Большая Пироговская улица 5

Цековские дома строились по индивидуальному проекту из кирпича с железобетонными перекрытиями. Высота домов обычно составляла 12-14 этажей. В домах обязательно имелись лифты с зеркалами, просторные вестибюли и холлы, комнаты для консьержей. Территория дома ограждалась, в некоторых домах предусматривались подземные гаражи для автомобилей. По сути, цековские дома были первым опытом возведения клубных домов со строгим отбором жильцов, замкнутой инфраструктурой, используемой исключительно советским руководством и их семьями.
В отличие от сталинских домов «номенклатурного» типа, исполненных в неоклассическом стиле, цековские дома внешне мало отличались от обычных кирпичных «брежневок» и представляли собой утилитарные «коробки» в стиле функционализма. Номенклатурные сталинки строились вдоль центральных магистралей и площадей, являются городскими архитектурными достопримечательностями, некоторые — памятниками архитектуры; цековские дома обычно «прятались» и не выделялись среди обычной застройки.
Квартиры в цековских домах намного превосходят типовое жилье хрущёвской и брежневской, а размеры «цековок» превышают размеры и сталинских квартир «номенклатурного типа». Характеристики квартир зависели от ранга их будущих жильцов — для более высокопоставленных руководителей строились более просторные квартиры. Средняя общая площадь двухкомнатной квартиры в цековских домах «среднего класса» составляет 75 м2, трёхкомнатной — 105 м2, четырёхкомнатной — 130 м2. Для высших руководителей площади квартир могли превышать 200 м2. В квартирах «цековских домов» имеются два просторных санузла, большая кухня, лоджии с панорамными окнами, рабочие кабинеты, подсобные помещения большой площади (кладовки, гардеробные, постирочные), комнаты для прислуги, широкие коридоры и холлы. Высота потолков составляет от 2,9 до 3,2 м.
Цековские дома возводились в престижных районах городов — с большим количеством зеленых насаждений, в центре или срединном поясе, вдали от оживленных магистралей. В Москве много цековских домов располагаются на западе и юго-западе города. Кварталы цековских домов получили в народе прозвище «царские сёла». Самый известный «цековский дом» находится по адресу: Гранатный переулок, 10. В этом доме на 6 этаже была построена 8-комнатная квартира для Леонида Брежнева, однако он отказался жить в ней.
В 1990-е годы цековские дома пользовались высоким спросом. Позднее популярность цековских домов снизилась в связи с появлением новых жилых комплексов бизнес- и премиум-класса, тем не менее цековские дома ценятся и сейчас благодаря удачному расположению, высокому качеству строительства и хорошим планировкам квартир на уровне современного бизнес-класса.